# Armin Hodžić (futbolista nacido en 2000)
Armin Hodžić (Tuzla, Bosnia, 29 de febrero de 2000) es un futbolista bosnio que juega de centrocampista y su equipo es el Manisa F. K. de la TFF Primera División.

## Trayectoria
Se formó en el F. K. Sloboda Tuzla de su ciudad natal. Con este equipo empezó su carrera y en tres años anotó un gol.
En julio de 2020 llegó al G. D. Estoril Praia y, sin haber debutado, el 5 de octubre de 2020 firmó por la A. D. Alcorcón de España.
En julio de 2023 se marchó a Turquía, país en el que jugó para el Hatayspor y el Manisa F. K.

## Clubes
| Club                       | País                 | Año       |
| -------------------------- | -------------------- | --------- |
| F. K. Sloboda Tuzla        | Bosnia y Herzegovina | 2017-2020 |
| A. D. Alcorcón             | España               | 2020-2022 |
| G. D. Estoril Praia sub-23 | Portugal             | 2020-2021 |
| F. K. Željezničar Sarajevo | Bosnia y Herzegovina | 2022-2023 |
| Hatayspor                  | Turquía              | 2023-     |
| Manisa F. K. (cedido)      | Turquía              | 2024-     |